# Supercopa da Catalunha
A Supercopa da Catalunha é uma competição de futebol de caráter amistoso organizada pela Federação Catalã de Futebol desde 2014 para clubes de futebol da comunidade autônoma da Catalunha na Espanha. Jogam na partida os dois mais bem posicionados clubes catalães na tabela do Campeonato Espanhol da última temporada.

## Jogos
| Edição | Data                  | Local                    | Vencedor  | Placar      | Vice      | Ref.        |
| ------ | --------------------- | ------------------------ | --------- | ----------- | --------- | ----------- |
| 2014   | 29 de outubro de 2014 | Estádio Montlivi, Girona | Barcelona | 1–1 (4–2 p) | Espanyol  | [ 3 ]       |
| 2016   | 25 de outubro de 2016 | Nou Estadi, Tarragona    | Espanyol  | 1–0         | Barcelona | [ 4 ] [ 5 ] |
| 2018   | 7 de março de 2018    | Camp d'Esports, Lérida   | Barcelona | 0–0 (4–2 p) | Espanyol  | [ 6 ] [ 7 ] |
| 2019   | 6 de março de 2019    | Nova Creu Alta, Sabadell | Girona    | 1–0         | Barcelona | [ 8 ] [ 9 ] |

## Vencedores
| Time      | Títulos | Edições   | Vices | Edições dos vices |
| --------- | ------- | --------- | ----- | ----------------- |
| Barcelona | 2       | 2014,2018 | 2     | 2016, 2019        |
| Espanyol  | 1       | 2016      | 2     | 2014, 2018        |
| Girona    | 1       | 2019      | 0     |                   |